# Decathlon
 (транскр.  Декатлон) је француски ланац продавница спортске опреме. Има преко 2.080 продавница у 78 држава и највећи је ланац продавница спортске опреме на свету. Од 2019. послује и у Србији, а тренутно послује у Београду, Новом Саду и Крагујевцу.